# Jim Neidhart
James Henry (Jim) Neidhart [uitspraak: 'naːjt(h)aɻt] (Tampa (Florida), 8 februari 1955 - Land O' Lakes (Florida), 13 augustus 2018) was een Amerikaans professioneel worstelaar die in de jaren 1980 en 1990 bekend werd in de World Wrestling Federation als Jim "The Anvil" Neidhart. Met Bret Hart als partner en Jimmy Hart als hun manager, won Neidhart twee keer het WWF Tag Team Championship voor The Hart Foundation.
Neidhart verwijlde het grootste deel van zijn carrière in het tag team The Hart Foundation, dat hij in 1985 oprichtte met Bret Hart. Het team was oorspronkelijk actief tussen 1985 en 1991, maar keerde telkens terug in 1992 en 1994. De groep werd later aangevuld met Harts acht jaar jongere broer Owen Hart. Neidhart hervormde het team in 1997 mee tot een royale worstelgroep, die naast hijzelf, Bret en Owen Hart voorts bestond uit Davey Boy Smith en Brian Pillman. Niettemin tekende stichtend lid Neidhart als enige steeds present. Hij viel vooral op door zijn omvangrijke ringbaard en sik.

## Loopbaan

### Vroege carrière (1979-1985)
Jim Neidhart debuteerde als professioneel worstelaar in 1979. Hij werd opgeleid in zijn geboortestaat Florida. Vervolgens trok Neidhart naar Stampede Wrestling, de promotie van Stu Hart, en specialiseerde zich in het tag team-worstelen. Stu Hart beloofde hem $500 indien hij er in slaagde de verste afstand te gooien met een aambeeld (Engels: anvil) op de jaarlijkse Calgary Stampede, een rodeo in Calgary (Alberta). Neidhart gooide het aambeeld 3,4 meter ver en won de weddenschap. Dit leverde hem de bijnaam The Anvil op. Neidhart won tijdens zijn periode bij Stampede Wrestling het Stampede Tag Team Championship en verliet de promotie tijdelijk in 1983. Neidhart zou terugkeren in 1985. Er vond toen echter een financiële overname plaats. Hij worstelde nadien even voor New Japan Pro Wrestling (NJPW), gevolgd door korte samenwerkingen met de onafhankelijke promoties Georgia Championship Wrestling (GCW) en Mid-South Wrestling. Met deze promoties won Neidhart respectievelijk aan de zijde van King Kong Bundy en Butch Reed de lokale Tag Team Championships.

### World Wrestling Federation (WWF) (1985-1992)
Toen Stu Hart begin 1985 zijn promotie verkocht aan Vince McMahon, de eigenaar van World Wrestling Federation (WWF), maakte Neidhart mee de overstap. Hij worstelde zijn eerste officiële wedstrijd voor de WWF op 21 januari 1985. Neidhart versloeg bij zijn debuut Tony Garea in Madison Square Garden. Hij stond vervolgens een aantal keer tegenover Bret Hart, die destijds een cowboy vertolkte. Neidhart en Hart hielden elkaar tweemaal op een gelijkspel, tot Neidhart er op 8 februari 1985 in slaagde Hart te verslaan. Bret Hart klaagde echter mateloos over zijn personage en stelde aan McMahon voor een team te vormen met Neidhart. McMahon ging akkoord en het duo debuteerde meteen op het hoogst denkbare strijdtoneel: WrestleMania. Bij de tweede editie van WrestleMania (1986) namen Neidhart en Hart deel aan een battle royale. Zij boksten daarin op tegen 18 andere deelnemers, een mix van worstelaars en NFL-spelers. Ze bleven als laatsten over met André the Giant, alvorens finaal door de imposante Fransman te worden geëlimineerd. Het begin van het verhaal "The Hart Foundation". Neidhart veroverde met Bret Hart twee keer het WWF World Tag Team Championship. In 1987 maakten ze het kampioenschap van The British Bulldogs (Davey Boy Smith en Dynamite Kid) buit. Tijdens SummerSlam (1990) legden ze Demolition (Ax en Crush) over de knie. Neidhart en Hart besloten in 1991 hun eigen traject te volgen, waardoor abrupt een einde kwam aan "The Hart Foundation".

### New Japan Pro Wrestling & World Championship Wrestling (1992-1994)
Neidhart verliet de federatie in 1992 na een kleinschalig dispuut. Het jaar 1993 was evenzeer turbulent voor Neidhart. Hij sloot enerzijds een nieuwe overeenkomst met New Japan Pro Wrestling (NJPW). Hij vormde kort een team met Tom Zenk. Anderzijds had Neidhart na enkele maanden al genoeg van zijn Japanse avontuur en koos hij ervoor zijn carrière nieuw leven in te blazen bij de World Championship Wrestling (WCW), de grote concurrent van de WWF. Daar kon Neidhart wel zijn stempel drukken. Hij collaboreerde even met The Junkyard Dog en versloeg individueel tevens Henry O. Godwinn - een wedstrijd die niet op televisie werd uitgezonden (dark match). Neidhart besliste evenwel dat het alweer tijd was om frisse lucht op te snuiven. Hij liet de WCW op 7 oktober 1993 achter zich. Hij worstelde daarop slechts één wedstrijd voor Eastern Championship Wrestling (ECW). Zijn wedstrijd tegen The Sandman (James Fullington) kreeg geen winnaar.

### Terugkeer naar de WWF (1994-1997)
Hij keerde terug naar de WWF, waar het tot een verzoening kwam met zijn vroegere partner Owen Hart. Neidhart vierde zijn rentree op controversiële wijze bij King of the Ring (1994). Hij loodste Owen Hart naar toernooiwinst ten koste van Bret Hart, naast Neidhart medestichter van "The Hart Foundation". De eenmalige reünie van "The Hart Foundation" kende zo een bittere afloop. Bret was allerminst te spreken over de acties van Neidhart, maar verdacht zijn broer Owen. Bret claimde dat Owen zijn voormalige partner ertoe aangezet had hem te verraden. Deze historie betekende het begin van een lange vete tussen de broers Hart. Neidhart en Owen Hart gingen door als team, maar Neidhart werd later ontslagen door de WWF wegens een gebrek aan kwalitatieve wedstrijden. In een officieel communiqué liet de WWF optekenen dat Neidhart niet meer voldeed.
De WWF gaf hem in 1997 een derde kans en Neidhart keerde als dusdanig terug naar de federatie. Hij werd door Bret Hart ingehuurd tijdens diens gedenkwaardige verhaallijn met Stone Cold Steve Austin. Neidhart voegde zich bij Harts geüpgradede versie van "The Hart Foundation". Hij vertegenwoordigde samen met Owen Hart, Davey Boy Smith en Brian Pillman de vlag van Canada en Groot-Brittannië. Het resulteerde in enkele aanvaringen - weliswaar kayfabe - met zowel Austin als de vele Amerikaanse fans. Tot slot mengde ook de immens populaire groep D-Generation X (DX) zich in de debatten. Pillman overleed echter in oktober 1997, wat destijds een zwaar verlies was voor de worstelwereld.
Neidhart was als lid van "The Hart Foundation" getuige van hoe Bret Hart en de federatie verzeild raakten in een administratieve oorlog, wat begin november 1997 uiteindelijk leidde tot de definitieve ondergang van Neidharts groep. Hart, die de federatie wilde inruilen voor de WCW, was op het scherm verwikkeld geraakt in een verhaallijn met DX-lid Shawn Michaels. De inmiddels ernstig uit de hand gelopen ruzie tussen Bret Hart en Vince McMahon bereikte tezelfdertijd zijn kookpunt tijdens het main event van Survivor Series (1997). Tijdens de beruchte Montreal Screwjob bevond Neidhart zich samen met Owen Hart en Davey Boy Smith backstage. Het trio zou hun opwachting maken en Bret uit de nood helpen. De scène speelde zich echter nooit af, aangezien Vince McMahon het kampioenschap ongepland aan Shawn Michaels overhandigde. Deze actie wordt formeel beschouwd als boycot gericht aan Hart, die terstond opstapte. De situatie had zware gevolgen. Davey Boy Smith en Neidhart verlieten om beurt de federatie. Neidhart zou in 2007 wel nog terugkeren voor een eenmalig optreden.

### Laatste wedstrijden & pensioen (1998-2013)
Neidhart vertoefde na zijn vertrek onder de radar, maar koos met een jaar vertraging net als Bret Hart voor World Championship Wrestling (WCW). Het was de tweede periode van Neidhart in de WCW, maar ook nu werd de samenwerking niet bepaald een onverdeeld succes. Hij vormde korte tijd een team met Davey Boy Smith, die ook met slaande deuren de WWF had verlaten ingevolge "Montreal Screwjob". Hij stapte eind september 1998 alweer op bij de WCW. Hij verloor zijn laatste wedstrijd met Davey Boy Smith van Stevie Ray (Lash Huffman) en Virgil (Mike Jones). Hierna zette Neidhart nog een laatste keer voet in een worstelring. Zijn laatste officiële worstelwedstrijd betwistte hij immers in 2009 voor Total Nonstop Action Wrestling (TNA), tegen Jay Lethal. Neidhart accepteerde diens zogeheten Legends-uitdaging. Daarna stopte Neidhart effectief als professioneel worstelaar, hoewel hij nooit eerder officieel zijn pensioen had aangekondigd. Dat deed hij pas in 2013. Hij maakte na zijn actieve loopbaan enkele gastoptredens in Total Divas, een realityprogramma uitgezonden op de Amerikaanse zender E!. Jim Neidhart was er te zien naast zijn dochter Nattie Neidhart (Natalya), die sinds 2007 actief is in de World Wrestling Entertainment (WWE). Het waren Neidharts laatste publieke optredens, evenals een acte de présence bij WrestleMania Axxess in aanloop naar WrestleMania 31 (2015). Hij leed sindsdien aan de ziekte van Alzheimer.

## Privé
Hij was sinds 2010 gehuwd met Ellie Hart, zus van Bret Hart en Owen Hart. Zij leerden elkaar reeds kennen medio jaren 70 en hadden samen drie dochters, waarvan Natalie het meest gekend is. Hij was naast de zwager van de broers Hart ook de zwager van de Britse worstelaar Davey Boy Smith, die tot zijn overlijden in 2002 gehuwd was met Diana Hart.
Hij leed de laatste jaren aan de Ziekte van Alzheimer en werd 63 jaar oud.

## In het worstelen
- Finishers en signature moves
  - Running front of een standing scoop powerslam
  - Anvilizer
  - Sambo suplex
  - Camel clutch
  - Clothesline
  - Forearm club
  - Leaping shoulder block
  - Met Bret Hart
    - Hart Attack

  - Met Owen Hart
    - Rocket Launcher
- Managers
  - Mr. Fuji
  - Jimmy Hart

## Prestaties
- Championship Wrestling from Florida
  - NWA Florida Southern Heavyweight Championship (1 keer)
  - NWA Florida United States Tag Team Championship (1 keer; met Krusher Khruschev)
- Memphis Championship Wrestling
  - MCW Southern Tag Team Championship (1 keer met The Blue Meanie)
- Mid-Eastern Wrestling Federation
  - MEWF Heavyweight Championship (1 keer)
- Stampede Wrestling
  - Stampede International Tag Team Championship (2 keer; met Hercules Ayala (1x) en Mr. Hito (1x))
  - Stampede Wrestling Hall of Fame
- Universal Wrestling Alliance
  - UWA Heavyweight Championship (1 keer)
- Mid-South Wrestling Association
  - Mid-South Tag Team Championship (1 keer; Butch Reed)
- World Wrestling Federation
  - WWF Tag Team Championship (2 keer; met Bret Hart)